# 對映體過剩率
对映体过剩率，常用ee表示，即enantiomeric excess的缩写。定义为在对映体混合物中一个异构体a比另一个异构体b多出来的量占总量的百分数。算式如下：
{\displaystyle \ ee={\frac {a-b}{a+b}}\times 100\%}
对映体过剩率用来表示一种手性化合物的光学纯度。ee值越高，光学纯度也越高。
对映体过剩率产生于核磁共振技术以前。当时人们无法测量对映体的绝对含量，于是就用对映体过剩率来表示光学纯度。而现在人们可以做到测量对映体的绝对含量，所以有人建议逐渐废除对映体过剩率这个概念。